# Natação no Campeonato Europeu de Esportes Aquáticos de 2018 - 50 m borboleta feminino
A prova dos 50 metros borboleta feminino da natação no Campeonato Europeu de Esportes Aquáticos de 2018 ocorreu nos dias 8 e 9 de agosto no Tollcross International Swimming Centre, em Glasgow no Reino Unido. 

## Calendário
| Fase          | Data        | Hora  |
| ------------- | ----------- | ----- |
| Eliminatórias | 8 de agosto | 09:26 |
| Semifinal     | 8 de agosto | 17:10 |
| Final         | 9 de agosto | 16:45 |

Todos os horários estão no horário local (UTC+0)

## Recordes
Antes desta competição, os recordes eram os seguintes:
|                       | Nadadora       | Tempo | Local  | Data                 |
| --------------------- | -------------- | ----- | ------ | -------------------- |
| Recorde mundial       | Sarah Sjöström | 24.43 | Boras  | 5 de julho de 2014   |
| Recorde europeu       | Sarah Sjöström | 24.43 | Boras  | 5 de julho de 2014   |
| Recorde do campeonato | Sarah Sjöström | 24.87 | Berlim | 18 de agosto de 2014 |

## Medalhistas
| Ouro                 | Prata                 | Bronze              |
| Sarah Sjöström (SWE) | Emilie Beckmann (DEN) | Kimberly Buys (BEL) |

## Resultados

### Eliminatórias
Esses foram os resultados das eliminatórias. 
| Pos. | Bateria | Raia | Nadadora              | Nacionalidade        | Tempo | Notas |
| ---- | ------- | ---- | --------------------- | -------------------- | ----- | ----- |
| 1    | 5       | 4    | Sarah Sjöström        | Suécia               | 25.11 | Q     |
| 2    | 3       | 5    | Emilie Beckmann       | Dinamarca            | 25.72 | Q     |
| 3    | 4       | 5    | Kimberly Buys         | Bélgica              | 25.80 | Q     |
| 4    | 4       | 4    | Ranomi Kromowidjojo   | Países Baixos        | 25.92 | Q     |
| 5    | 3       | 4    | Melanie Henique       | França               | 25.94 | Q     |
| 6    | 4       | 2    | Anna Dowgiert         | Polónia              | 26.13 | Q     |
| 7    | 3       | 3    | Elena Di Liddo        | Itália               | 26.28 | Q     |
| 8    | 4       | 6    | Kim Busch             | Países Baixos        | 26.38 | Q     |
| 9    | 5       | 5    | Aliena Schmidtke      | Alemanha             | 26.41 | Q     |
| 10   | 3       | 7    | Ilaria Bianchi        | Itália               | 26.47 | Q     |
| 11   | 3       | 2    | Mimosa Jallow         | Finlândia            | 26.49 | Q     |
| 12   | 3       | 6    | Louise Hansson        | Suécia               | 26.50 | DES   |
| 12   | 5       | 6    | Sara Junevik          | Suécia               | 26.50 | DES   |
| 14   | 5       | 2    | Anna Ntountounaki     | Grécia               | 26.53 | Q     |
| 15   | 2       | 7    | Julie Kepp Jensen     | Dinamarca            | 26.62 | Q     |
| 16   | 5       | 9    | Alexandra Touretski   | Suíça                | 26.77 | Q     |
| 17   | 5       | 3    | Maaike de Waard       | Países Baixos        | 26.82 |       |
| 18   | 4       | 9    | Lucie Svěcená         | Chéquia              | 26.91 | Q     |
| 19   | 4       | 7    | Rozaliya Nasretdinova | Rússia               | 26.92 |       |
| 20   | 3       | 1    | Kinge Zandringa       | Países Baixos        | 27.02 |       |
| 21   | 3       | 8    | Liliána Szilágyi      | Hungria              | 27.09 |       |
| 22   | 4       | 1    | Anastasiya Kuliashova | Bielorrússia         | 27.15 |       |
| 23   | 2       | 5    | Kertu Alnek           | Estónia              | 27.17 |       |
| 24   | 4       | 8    | Ida Lindborg          | Suécia               | 27.20 |       |
| 25   | 5       | 1    | Alys Thomas           | Reino Unido          | 27.24 |       |
| 26   | 5       | 7    | Amit Ivry             | Israel               | 27.30 |       |
| 27   | 5       | 8    | Charlotte Atkinson    | Reino Unido          | 27.48 |       |
| 28   | 2       | 2    | Emilie Løvberg        | Noruega              | 27.53 |       |
| 29   | 2       | 3    | Amina Kajtaz          | Bósnia e Herzegovina | 27.56 |       |
| 30   | 2       | 8    | Caroline Pilhatsch    | Áustria              | 27.72 |       |
| 31   | 3       | 0    | Anna Kolářová         | Chéquia              | 27.83 |       |
| 32   | 4       | 0    | Svenja Stoffel        | Suíça                | 27.84 |       |
| 33   | 5       | 0    | Aleyna Özkan          | Turquia              | 27.91 |       |
| 34   | 2       | 9    | Ieva Maļuka           | Letônia              | 27.98 |       |
| 35   | 3       | 9    | Gabriela Ņikitina     | Letônia              | 28.10 |       |
| 35   | 2       | 6    | Alexandra Schegoleva  | Chipre               | 28.10 |       |
| 37   | 1       | 5    | Beatrice Felici       | San Marino           | 28.27 |       |
| 38   | 2       | 1    | Sezin Eliguel         | Turquia              | 28.46 |       |
| 39   | 2       | 0    | Ana Catarina Monteiro | Portugal             | 28.52 |       |
| 40   | 1       | 4    | Claudia Hufnagl       | Áustria              | 28.79 |       |
| 41   | 1       | 3    | Nida Eliz Üstündağ    | Turquia              | 28.96 |       |
| 42   | 1       | 6    | Ani Poghosyan         | Armênia              | 29.85 |       |
| 43   | 1       | 2    | Tatiana Chișca        | Moldávia             | 29.96 |       |
| 44   | 2       | 4    | Jenna Laukkanen       | Finlândia            | DNS   | DNS   |
| 44   | 4       | 3    | Marie Wattel          | França               | DNS   | DNS   |

Desempate
Esse foi o resultado do desempate, o que resultou em uma vaga na semifinal. 
| Pos. | Raia | Nadadora       | Nacionalidade | Tempo | Notas |
| ---- | ---- | -------------- | ------------- | ----- | ----- |
| 1    | 5    | Louise Hansson | Suécia        | 26.11 | Q     |
| 2    | 4    | Sara Junevik   | Suécia        | 26.36 |       |

### Semifinal
Esses foram os resultados das semifinais. 
Semifinal 1
| Pos. | Raia | Nadadora            | Nacionalidade | Tempo | Notas |
| ---- | ---- | ------------------- | ------------- | ----- | ----- |
| 1    | 4    | Emilie Beckmann     | Dinamarca     | 25.86 | Q     |
| 2    | 5    | Ranomi Kromowidjojo | Países Baixos | 25.95 | Q     |
| 3    | 3    | Anna Dowgiert       | Polónia       | 26.14 | Q     |
| 4    | 6    | Kim Busch           | Países Baixos | 26.42 |       |
| 5    | 2    | Ilaria Bianchi      | Itália        | 26.43 |       |
| 6    | 7    | Louise Hansson      | Suécia        | 26.54 |       |
| 7    | 1    | Julie Kepp Jensen   | Dinamarca     | 26.86 |       |
| 8    | 8    | Lucie Svěcená       | Chéquia       | 26.90 |       |

Semifinal 2
| Pos. | Raia | Nadadora            | Nacionalidade | Tempo | Notas |
| ---- | ---- | ------------------- | ------------- | ----- | ----- |
| 1    | 4    | Sarah Sjöström      | Suécia        | 25.51 | Q     |
| 2    | 3    | Melanie Henique     | França        | 25.68 | Q     |
| 3    | 5    | Kimberly Buys       | Bélgica       | 25.76 | Q     |
| 4    | 2    | Aliena Schmidtke    | Alemanha      | 26.09 | Q     |
| 5    | 1    | Anna Ntountounaki   | Grécia        | 26.22 | Q     |
| 6    | 7    | Mimosa Jallow       | Finlândia     | 26.24 |       |
| 7    | 6    | Elena Di Liddo      | Itália        | 26.36 |       |
| 8    | 8    | Alexandra Touretski | Suíça         | 26.66 |       |

### Final
Esse foi o resultado da final. 
| Pos.              | Raia | Nadadora            | Nacionalidade | Tempo | Notas |
| ----------------- | ---- | ------------------- | ------------- | ----- | ----- |
| Medalha de ouro   | 4    | Sarah Sjöström      | Suécia        | 25.16 |       |
| Medalha de prata  | 6    | Emilie Beckmann     | Dinamarca     | 25.72 |       |
| Medalha de bronze | 3    | Kimberly Buys       | Bélgica       | 25.74 |       |
| 4                 | 7    | Aliena Schmidtke    | Alemanha      | 25.77 |       |
| 5                 | 5    | Melanie Henique     | França        | 25.84 |       |
| 6                 | 2    | Ranomi Kromowidjojo | Países Baixos | 25.88 |       |
| 7                 | 1    | Anna Dowgiert       | Polónia       | 26.18 |       |
| 8                 | 8    | Anna Ntountounaki   | Grécia        | 26.23 |       |

Legenda
| Recorde mundial       | Recorde mundial (World record)               |                       | Recorde africano                      | Recorde africano (African) |                                           | Q | Classificado por posição (Qualified) |
| Recorde do campeonato | Recorde do campeonato (Championship record)  | Recorde da América    | Recorde da América (Americas)         | q                          | Classificado por melhor tempo (Qualified) |   |                                      |
| Melhor marca do ano   | Melhor marca do ano (World leading)          | Recorde asiático      | Recorde asiático (Asian)              | DNS                        | Não largou (Did not start)                |   |                                      |
| Recorde nacional      | Recorde nacional (National record)           | Recorde europeu       | Recorde europeu (European)            | DNF                        | Não terminou (Did not finish)             |   |                                      |
| Recorde pessoal       | Recorde pessoal do atleta (Personal best)    | Recorde da Oceania    | Recorde da Oceania (Oceania)          | DSQ / DQ                   | Desclassificado (Disqualified)            |   |                                      |
| Recorde da temporada  | Recorde da temporada do atleta (Season best) | Recorde sul-americano | Recorde sul-americano (South America) | NM                         | Sem marca (No mark)                       |   |                                      |